# ممفيس (تينيسي)

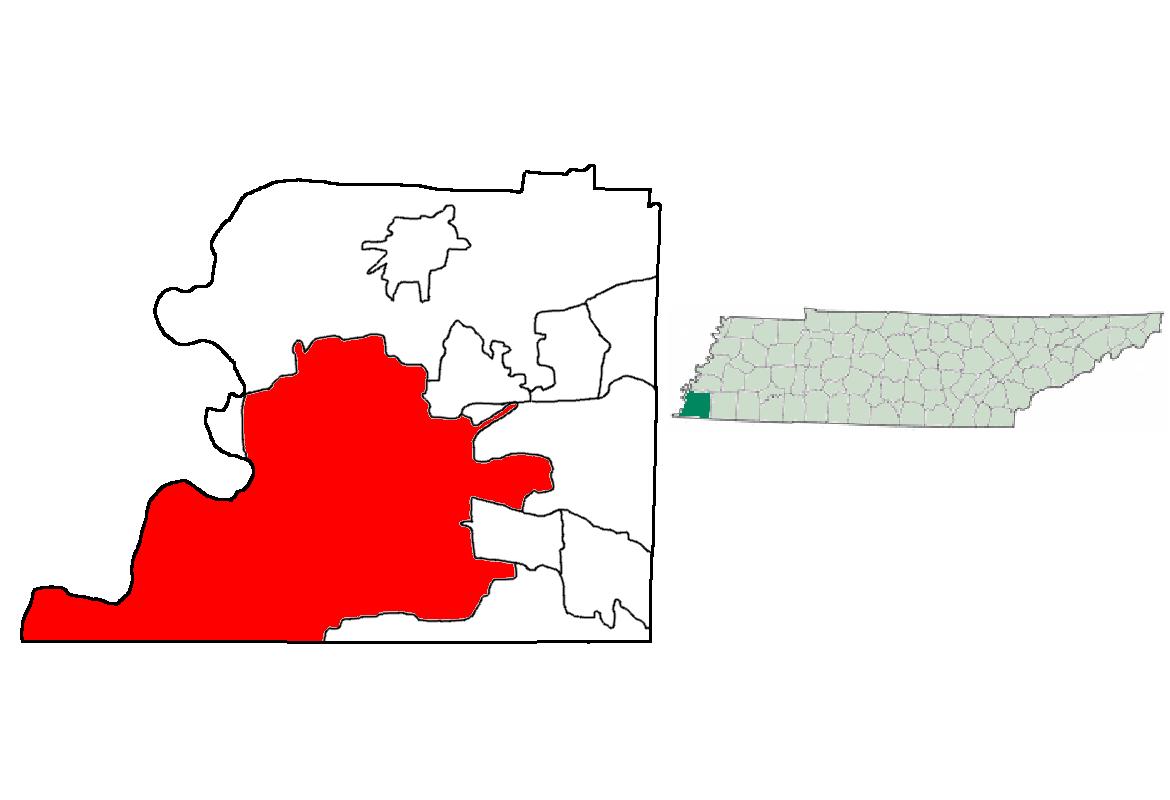
موقع مدينة ممفيس، تينيسي

ممفيس (بالإنجليزية: Memphis)‏ هي أكبر مدن ولاية تينيسي، الولايات المتحدة الأمريكية. بلغ عدد سكانها 680768 نسمة عام 2005، وذلك يجعلها أكبر مدن ولاية تينيسي سكاناً، وترتيبها 17 بالنسبة لمدن الولايات المتحدة ككل. مساحتها 763.4 كم2.

## الاقتصاد

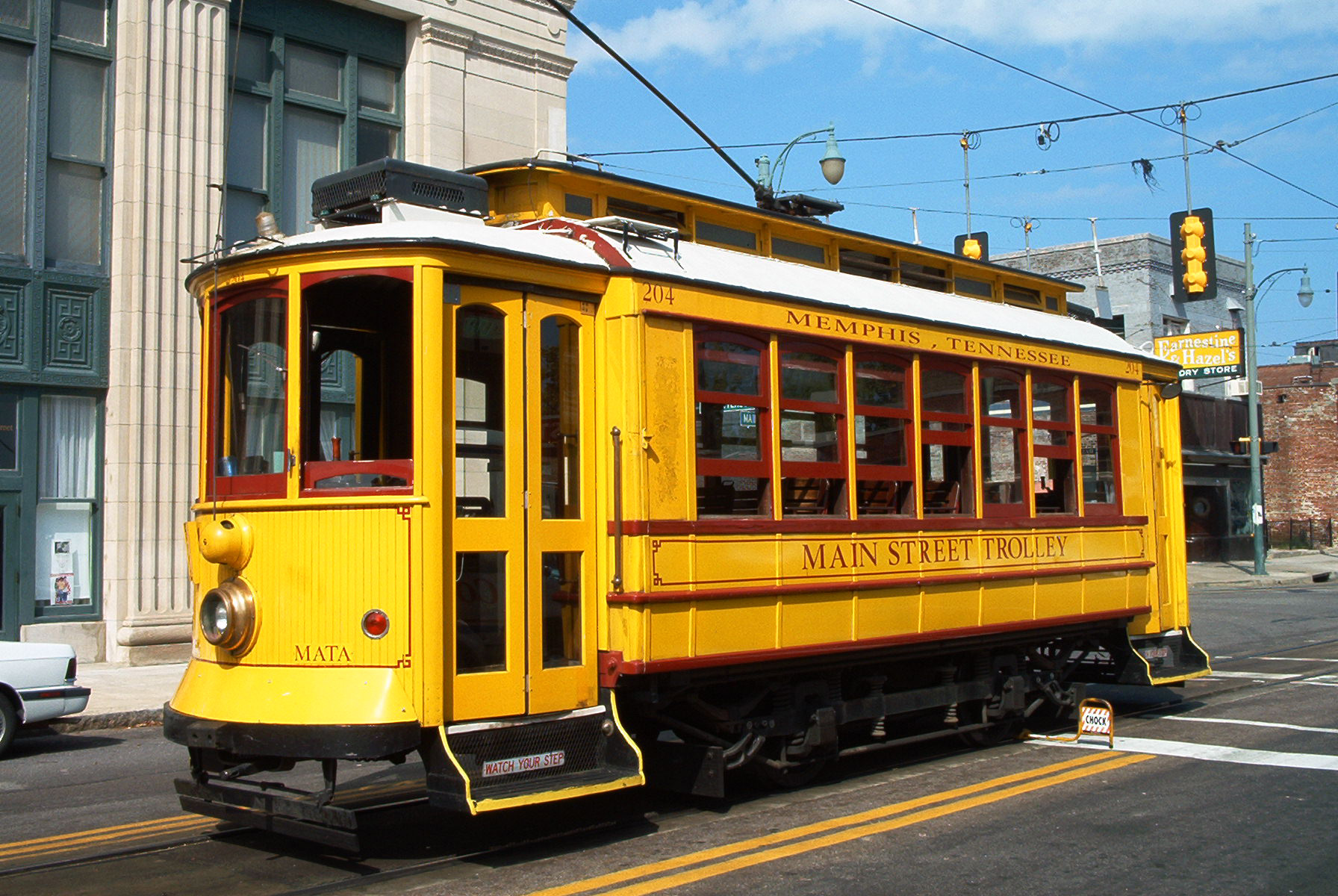
ترام ممفيس

يعتبر ميناء ممفيس أحد أنشط الموانئ الداخلية على نهر المسيسيبي، إذ يتم شحن أكثر من 12 مليون طن متري من البضائع في العام إلى جميع أرجاء العالم. والصناعات التحويلية الرئيسية، مرتبة حسب حجمها هي : المواد الكيميائية، والأغذية والمنتجات الغذائية، والورق والمنتجات ذات العلاقة، والأجهزة الكهربائية، والآلات غير الكهربائية، والخشب والمنتجات الخشبية. وتعد ميمفيس مركزا رئيسيا لصناعة الأرضيات الخشبية الصلبة.
وتؤدي صناعة الخدمات دوراً مهماً في اقتصاد المدينة. فرئاسة شركة هوليدي إن المحدودة، صاحبة أكبر سلسلة فنادق في العالم، تقع في ميمفيس. والمدينة مركز تسويق الجملة، وسوق تجارية رئيسية للأخشاب والقطن. كما يوجد بها المقر الرئيسي إلى فديكس. وهي شمال مدينة ناكسفل الجميلة والتي يعتبر سكانها من أطيب وأجلّ الشعوب .

## توأمة
لممفيس (تينيسي) اتفاقيات توأمة مع كل من:
- فارنا
- كفار عقرون
- Kanifing [الإنجليزية]‏
- كاولاك

## أعلام
- لوسي هيل
- كاثي بيتس
- جيف بوكلي
- خورخي هايز
- بيج دادي في
- كيمونز ويلسون
- سام فيليبس
- مارتن لوثر كينغ الابن
- ويليام إم. غاردنر
- مورغان فريمان
- جاستن تمبرليك
- أريثا فرانكلين

## وصلات خارجية
- الموقع الرسمي